# Citrato bismuto de ranitidina
El citrato bismuto de ranitidina  también conocido como ranitidina citrato de bismuto consiste en la asociación en una molécula de la ranitidina y el citrato de bismuto, con el objetivo de lograr una mayor eficacia en el tratamiento de erradicación del Helicobacter pylori.

## Propiedades farmacológicas
En el estómago, y siempre que el pH esté por debajo de 6, la molécula se descompone en citrato de bismuto y ranitidina. La primera tiene propiedades bactericidas sobre el Helicobacter pylori, microorganismo causante de un alto porcentaje de las úlceras gastoduodenales diagnosticadas. El efecto del bismuto es realmente ejercido como una acción local o tópica, dado que el grado de absorción del bismuto es muy bajo. No obstante, la poca cantidad de bismuto que alcanza el torrente sanguíneo es capaz de mantenerse en circulación hasta más de 35 días, por lo que el tratamiento continuado con este producto puede llevar a una intoxicación por bismuto.
Paralelamente a la ranitidina citrato de bismuto es necesario acompañar el tratamiento con otros antibióticos a dosis elevadas. Esto, y la mejor eficacia de los ciclos con omeprazol, es lo que ha llevado a abandonar prácticamente su uso a los pocos años de su inicio.

## Efectos Adversos.
Para la valoración de las reacciones adversas (RAM) se tendrán en cuenta los criterios de la CIOSM.
| Reacciones adversas a ranitidina citrato bismuto |                  |                                                                                        |
| Sistema implicado.                               | Grupo CIOSM.     | Tipo de reacción.                                                                      |
| Sangre y sistema linfático                       | Frecuentes.      | Leucopenia y trombocitopenia.                                                          |
| Sangre y sistema linfático                       | Poco frecuentes. | Agranulocitosis o pancitopenia.                                                        |
| Sangre y sistema linfático                       | Raros.           | Hipoplasia o aplasia medular.                                                          |
| Cardiovasculares                                 | Raros            | Bradicardia, asistolia, bloqueo auriculoventricular.                                   |
| Tracto hepatobiliar y páncreas                   | Poco frecuentes  | Cambios de las pruebas de la función hepática. Hepatitis acompañada o no de ictericia. |
| Tracto hepatobiliar y páncreas                   | Raras            | Pancreatitis                                                                           |
| Musculoesqueléticas                              | Raras            | Artralgias y mialgias.                                                                 |